# Thorsten Böckler
Thorsten Böckler (* 24. Februar 1977 in Bad Dürkheim) ist ein ehemaliger deutscher Hockeyspieler.
Böckler begann seine Karriere als Bundesligaspieler mit Eintritt in die 1. Herrenmannschaft des Dürkheimer Hockey-Club (DHC) 1994. Er gewann 1995 die Deutsche Meisterschaft der A-Jugend und vier Titel in Folge von 1997 bis 2000 bei der Deutschen Meisterschaft im Hallenhockey. Im Jahr 2005 kam eine weitere Meisterschaft im Hallenhockey dazu.
Zudem gewann er 1996 den Europapokal der Pokalsieger und 2000, 2001, 2006 den Europacup der Landesmeister. Böckler bestritt 25 Länderspiele für Deutschland und war in seiner Karriere für viele Jahre in der Top-10-Torschützenliste der 1. Bundesliga vertreten. 2003 erlitt er eine schwere Knieverletzung, das auf ein vorzeitiges Karriereende deutete.
Nach mehreren Operationen und langer Reha kam Böckler in der Feldsaison 2004/2005 zurück und gewann die Deutsche Hallenhockeymeisterschaft 2005 durch den von ihm erzielten entscheidenden Treffer zum 7-6 gegen den Harvestehuder THC. Auch den darauf folgenden Europacup konnte er als bester Torschütze in seiner Mannschaft erfolgreich abschließen. Nach zunehmenden Problemen und Schmerzen in beiden Knien trat er 2011 endgültig von der 1. Herrenmannschaft und dem Leistungssport zurück.